# Текаев, Борис Ильич
Борис Ильич Текаев (1908 — 1980) — нарком и министр внутренних дел Северо-Осетинской ССР, генерал-майор (1945).

## Биография
Член ВКП(б). В 1943–1948 народный комиссар (затем министр) внутренних дел Северо-Осетинской АССР. С 1948 начальник Управления МВД по Юго-Осетинской автономной области.

## Звания
- комиссар государственной безопасности, 12.05.1943;
- генерал-майор, 09.07.1945.

## Награды
- орден Красного Знамени, 08.03.1944.